# Von der Esch
von der Esch är en svensk släkt av tyskt adligt ursprung. Den svenska grenen stammar från den tyske ingenjören, upptäcktsresanden och senare diplomaten Hansjoachim von der Esch (1899–1976) och dennes svenska hustru Marianne, född Sandstedt. Deras båda söner, Hans Ulrik (1928–2009), och Björn (1930–2010), kom 1931 som barn till Sverige, där de liksom deras efterkommande varit bosatta.
I maj 2016 uppgavs att 13 personer med efternamnet von der Esch var bosatta i Sverige. Fyra personer hade efternamnet Esch.

## Personer med efternamnet von der Esch

### Alfabetiskt ordnade
- Björn von der Esch (1930–2010), lantbrukare, ekonom, förste hovmarskalk och politiker
- Carl von der Esch (född 1969), jurist och politiker
- Cecilia von der Esch (född 1985), skådespelare och komiker
- Hans Ulrik von der Esch (1928–2009), advokat
- Hansjoachim von der Esch (1899–1976), tysk ingenjör, upptäcktsresande och diplomat
- Signe von der Esch (1934-2022), godsägare och porträttmålare
- Ulric von der Esch (född 1977), skådespelare

### Kronologiskt ordnade
- Hansjoachim von der Esch (1899–1976), tysk ingenjör, upptäcktsresande och diplomat
- Hans Ulrik von der Esch (1928–2009), advokat
- Björn von der Esch (1930–2010), lantbrukare, ekonom, förste hovmarskalk och politiker
- Signe von der Esch (1934-2022), godsägare och porträttmålare
- Carl von der Esch (född 1969), jurist och politiker
- Ulric von der Esch (född 1977), skådespelare
- Cecilia von der Esch (född 1985), skådespelare och komiker